# F. Murray Abraham
Fahrid Murray Abraham (* 24. října 1939 Pittsburgh, Pensylvánie) je americký herec.

## Život
Narodil se v Pittsburghu italské matce, domovnici, a asyrskému otci, automechanikovi, který emigroval ze své rodné země v roce 1920. Studia začal na univerzitě v El Pasu. Mezitím studoval také pod vedením herečky Uty Hagen v New Yorku. Jeho herecká kariéra začala v Los Angeles rolí v inscenaci The Wonderful Ice Cream Suit.
Ve druhé polovině osmdesátých let poskytl lekce herectví velšskému hudebníkovi a skladateli Johnu Caleovi.

## Kariéra
Ve filmu debutoval minirolí policisty po boku Ala Pacina ve filmu Serpico. Do povědomí veřejnosti se zapsal sérií televizních reklam na spodní prádlo Fruit of the Loom. Největší úspěch mu však zajistil režisér Miloš Forman, který ho obsadil do filmu Amadeus, kde si zahrál Mozartova protivníka, italského skladatele Salieriho. Tato role mu vynesla Oscara a Zlatý glóbus. Poté byl hodně obsazován v divadle, především do rolí Shakespearových her jako Othello nebo Richard III. Mezi jeho další filmy patří např. Star Trek: Vzpoura, Děti revoluce, Jméno růže, Zjizvená tvář nebo 13 duchů.

## Osobní život
Od roku 1962 byl ženatý s Kate Hannanovou, s níž má dvě děti a která zemřela roku 2022. Vyučoval herectví na Brooklyn College.

## Filmografie
| Rok  | Název                                      | Role                     | Cena |
| ---- | ------------------------------------------ | ------------------------ | --- |
| 1973 | Serpico                                    | partner detektiva        | |
| 1975 | Zajatec 2.avenue                           | řidič taxi               | |
| 1975 | Vstupte                                    | automechanik             | |
| 1976 | Všichni prezidentovi muži                  | Paul Leeper              | |
| 1976 | Hotel Ritz                                 | Chris                    | |
| 1978 | Velká finta                                | Eppis                    | |
| 1978 | Madman                                     |                          | |
| 1983 | Zjizvená tvář                              | Omar Suárez              | |
| 1984 | Amadeus                                    | Antonio Salieri          | Držitel Oscara za nejlepší výkon v hlavní roli Zlatý glóbus pro nejlepšího herce – v kategorii filmové drama Nominace – Ceny BAFTA pro nejlepšího herce |
| 1986 | Jméno růže                                 | Bernardo Gui             | |
| 1988 | Russicum                                   | role neznámá             | |
| 1989 | Favoritka                                  | Abdul Hamid              | |
| 1989 | Nevinný muž                                | Virgil Cane              | |
| 1989 | Vítr zkázy                                 | Cornelius (v muzeu)      | |
| 1989 | Tam, kde končí hvězdy / Daleko za hvězdami | Dr. Harry Bertram        | |
| 1989 | Eye of the Widow                           | Kharoun                  | |
| 1990 | Ohňostroj marnosti                         | D.A. Abe Weiss           | |
| 1990 | La Batalla de los Tres Reyes               | Osrain                   | |
| 1990 | Rychlopalba / Dávka                        | kpt. Ramon Garcia        | |
| 1991 | Gangsteři                                  | Arno Rothstein           | |
| 1991 | Money                                      | Will Scarlet             | |
| 1991 | Tajemství meče                             | Max Suba                 | |
| 1993 | Poslední akční hrdina                      | John Practice            | |
| 1993 | Sladké vraždy                              | Zargo                    | |
| 1993 | Through an Open Window                     | Vypravěč                 | |
| 1993 | Nabitá zbraň 1                             | Dr. Harold Leacher       | |
| 1994 | Nostradamus                                | Scalinger                | |
| 1994 | Hra o přežití                              | Wolfe Sr.                | |
| 1994 | L’Affaire Lucien Haslans                   |                          | |
| 1994 | Jamila                                     | Starší Seit              | |
| 1994 | Pravidla hry                               | Chess Hustler            | |
| 1995 | Mocná Afrodité                             | Šéf                      | |
| 1995 | Dillinger and Capone                       | Al Capone                | |
| 1995 | Baby Face Nelson                           | Al Capone                | |
| 1996 | Děti revoluce                              | Josif Stalin             | |
| 1997 | Mimic                                      | Dr. Gates                | |
| 1997 | Eruption                                   | Prezident Mendoza        | |
| 1998 | Star Trek: Vzpoura                         | ahdar Ru'afo             | |
| 1999 | Falcone                                    | Tommaso Buscetta         | |
| 1999 | Muppeti z vesmíru                          | Noah                     | |
| 2000 | Osudové setkání                            | Profesor Robert Crawford | |
| 2001 | 13 duchů                                   | Cyrus Kriticos           | |
| 2002 | Joshua                                     | Otec Tardone             | |
| 2004 | Most osudu                                 |                          | |
| 2007 | Carnera: The Walking Mountain              | Leon See                 | |
| 2007 | Come le formiche                           | Ruggero                  | |
| 2007 | BloodMonkey                                | Professor Hamilton       | |
| 2008 | Invaze žraloků (TV)                        | Bill Girdler             | |
| 2009 | Perestroika                                | Professor Gross          | |
| 2009 | Barbarossa                                 | Siniscalco Barozzi       | |
| 2010 | I Looked in Obituaries                     | Braque                   | |
| 2010 | Zákon a pořádek: Zločinné úmysly           | Dr. Theodore Nichols     | |
| 2011 | Goltzius and the Pelican Company           | The Margrave of Alsace   | |